# Тоха кожаный
[все информация,приведенная ниже,не является правдой,все фото фейковые, а люди выдуманные. Данная статья является розыгрышем и социальным экспериментом!]
Имя: Игоревич Антон Васильев
Псевдоним: Тоха Кожаный  
Дата рождения: 15 марта 1985 года  
Место рождения: Великий Новгород, Россия 

▎Ранние годы
Антон Васильев родился в простой семье в Великом Новгороде. С детства проявлял интерес к уличной культуре и быстро стал частью местной молодежной субкультуры. В подростковом возрасте он начал увлекаться спортом, но вскоре это увлечение сменилось на более рискованные занятия.
▎Вход в криминальный мир
В начале 2000-х годов, в возрасте 18 лет, Тоха Кожаный сделал свои первые шаги в криминальном мире. Он стал частью уличной группировки, занимающейся мелкими правонарушениями — от угона автомобилей до грабежей. Его харизма и умение находить общий язык с людьми быстро сделали его заметной фигурой в среде молодежи.
▎Судимости
Тоха Кожаный был задержан и осужден пять раз за различные преступления:
1. Первая судимость (2003 год) — Угон автомобиля. Получил 2 года условно.
2. Вторая судимость (2005 год) — Грабеж с применением насилия. Получил 3 года колонии строгого режима.
3. Третья судимость (2009 год) — Двойное убийство. Получил 5 лет колонии общего режима.
4. Четвертая судимость (2015 год) — Организация преступной группы. Получил 4 года колонии строгого режима.
ОПГ Тохи Кожаного
5. Пятая судимость (2019 год) — Вымогательство. Получил 5 лет колонии общего режима.
▎Криминальные истории
Тоха Кожаный стал известен не только благодаря своим преступлениям, но и благодаря нескольким громким криминальным историям:
• "Дело о похищении": В 2010 году Тоха и его подельники были замешаны в похищении местного бизнесмена, требуя выкуп. Это дело привлекло внимание СМИ и стало одним из самых обсуждаемых в стране.
• "Схема с вымогательством": После выхода из тюрьмы в 2017 году, Тоха организовал схему вымогательства у владельцев ночных клубов, угрожая насилием и разрушением их бизнеса.
▎Современная жизнь
На данный момент Тоха Кожаный находится под следствием по делу о вымогательстве и продолжает оставаться заметной фигурой в криминальных кругах Великого Новгорода. Его авторитет и связи позволяют ему оставаться в центре внимания, несмотря на многочисленные проблемы с законом. 
▎знакомства
1)Тоха Кожаный не раз был замечен с не менее влиятельным человеком - Сергеем Мавроди. 

2)Также Антон появлялся в компании калининградского блогера 'Паша Пэл".
3)Помимо известных личностей, среди знакомых личностей можно обнаружить главу следственного комитета.
4) Следует отметить и знакомства со многими политиками, например Владимир Жириновский( фото 2020 года ).
▎Заключение
Тоха Кожаный — это яркий пример человека, который выбрал опасный путь и стал символом уличной культуры и криминального мира России. Его жизнь полна приключений, конфликтов и сложных решений, которые привели его к множественным судимостям и постоянным столкновениям с законом.                                                                                                                                                                                                                                                     [все информация,приведенная выше,не является правдой,все фото фейковые, а люди выдуманные. Данная статья является розыгрышем и социальным экспериментом!]